# Martha Zuik
Martha Zuik fue una artista plástica argentina. Sus obras son principalmente pinturas al óleo, acuarelas, técnicas mixtas, grabado, dibujo y obra gráfica. Últimamente su obra se caracteriza por la vinculación de formas y los anudamientos de espacio, que ofrecen un nuevo paisaje, de imágenes “irrealmente” reales. Su obra ha sido expuesta en Argentina,  Chile, Francia, Alemania, Estados Unidos y otros países. 
Sus pinturas fueron adquiridas por varios museos entre ellos: BID (Washington), Jack S. Blanton Museum of Art (Texas), Museum of Modern Art of Latin America (Washington), University of Essex (Colchester, Inglaterra), Museo de Arte Contemporáneo de Caracas (Venezuela), entre otros.